# سی باس
سی باس (انگلیسی: SeaBus) یک سرویس کشتی فرابر در مترو ونکوور، بریتیش کلمبیای کانادا است. از ورودی خلیجک بورارد می‌گذرد تا شهرهای ونکوور (ایستگاه ساحلی) و ونکوور شمالی (اسکله لانزدیل) را به هم متصل کند.